# Монтроуз (Колорадо)
Монтроуз (англ. Montrose) — місто (англ. city) в США, в окрузі Монтроуз штату Колорадо. Населення — 20 291 особа (2020).

## Географія
Монтроуз розташований за координатами 38°28′9″ пн. ш. 107°51′38″ зх. д. / 38.46917° пн. ш. 107.86056° зх. д. (38.469058, -107.860649).  За даними Бюро перепису населення США в 2010 році місто мало площу 46,10 км², уся площа — суходіл.

### Клімат
| Клімат : Монтроуз          | Клімат : Монтроуз | Клімат : Монтроуз | Клімат : Монтроуз | Клімат : Монтроуз | Клімат : Монтроуз | Клімат : Монтроуз | Клімат : Монтроуз | Клімат : Монтроуз | Клімат : Монтроуз | Клімат : Монтроуз | Клімат : Монтроуз | Клімат : Монтроуз | Клімат : Монтроуз |
| Показник                   | Січ.              | Лют.              | Бер.              | Квіт.             | Трав.             | Черв.             | Лип.              | Серп.             | Вер.              | Жовт.             | Лист.             | Груд.             | Рік               |
| Середній максимум, °C      | 2,1               | 5,8               | 11,5              | 16,8              | 22,3              | 28,4              | 31,3              | 29,6              | 25,1              | 18,3              | 10,1              | 3,1               | 17,0              |
| Середній мінімум, °C       | −10,9             | −6,7              | −3,1              | 0,8               | 5,2               | 9,3               | 12,6              | 11,7              | 7,2               | 1,4               | −4,9              | −10,1             | 1,1               |
| Норма опадів, мм           | 16                | 12                | 17                | 22                | 22                | 13                | 20                | 31                | 25                | 26                | 15                | 17                | 237               |
| -------------------------- | ----------------- | ----------------- | ----------------- | ----------------- | ----------------- | ----------------- | ----------------- | ----------------- | ----------------- | ----------------- | ----------------- | ----------------- | ----------------- |
| Джерело: www.wrcc.dri.edu/ |                   |                   |                   |                   |                   |                   |                   |                   |                   |                   |                   |                   |                   |

## Демографія
Згідно з переписом 2010 року, у місті мешкали 19 132 особи в 7871 домогосподарстві у складі 5064 родин. Густота населення становила 415 осіб/км².  Було 8621 помешкання (187/км²).
Расовий склад населення:
| - 86,3 % — білих - 1,2 % — корінних американців - 0,7 % — азіатів - 0,5 % — чорних або афроамериканців - 0,1 % — вихідців з тихоокеанських островів - 8,5 % — осіб інших рас |

До двох чи більше рас належало 2,7 %. Частка іспаномовних становила 21,6 % від усіх жителів.
За віковим діапазоном населення розподілялося таким чином: 24,5 % — особи молодші 18 років, 56,0 % — особи у віці 18—64 років, 19,5 % — особи у віці 65 років та старші. Медіана віку мешканця становила 39,9 року. На 100 осіб жіночої статі у місті припадало 92,7 чоловіків;  на 100 жінок у віці від 18 років та старших — 89,3 чоловіків також старших 18 років.
Середній дохід на одне домашнє господарство  становив 52 837 доларів США (медіана — 41 717), а середній дохід на одну сім'ю — 59 959 доларів (медіана — 54 815). Медіана доходів становила 37 476 доларів для чоловіків та 35 728 доларів для жінок. За межею бідності перебувало 22,2 % осіб, у тому числі 36,1 % дітей у віці до 18 років та 10,4 % осіб у віці 65 років та старших.
Цивільне працевлаштоване населення становило 7700 осіб. Основні галузі зайнятості: освіта, охорона здоров'я та соціальна допомога — 21,7 %, роздрібна торгівля — 13,3 %, мистецтво, розваги та відпочинок — 10,0 %, науковці, спеціалісти, менеджери — 9,1 %.

## Відомі люди
- Далтон Трамбо (1905 — 1976) — американський сценарист і письменник.